# Félix Mbuza Mabe
Pour les articles homonymes, voir Mbuza (homonymie) et Budja.
Félix Budza Mabe Nkumu Embanze ou Félix Budja Mabe Nkumu Embanze, né en 1944, dans l’actuelle province de la Mongala, est un général de l'armée de la République démocratique du Congo, et mort le 20 mai 2009 après une longue maladie.

## Biographie
Il sert d'abord au sein des forces armées zaïroises (FAZ) de Mobutu Sese Seko. Après avoir servi dans la garde présidentielle de Mobutu, il prend le commandement de la 41e brigade de Kisangani dont il discipline les soldats. Il est en conséquence apprécié des habitants bien que lors des mutineries de 1991 et 1993, il reste impuissant face aux pillages par les FAZ et y aurait même participé. Il devient ensuite commandant de la région militaire de Matadi (Bas-Zaïre). 
Après la première guerre du Congo et l'arrivée au pouvoir de Laurent-Désiré Kabila, il se rapproche de ce dernier. Il reçoit de nouveaux commandements après le déclenchement de la deuxième guerre du Congo au sein des forces armées de la république démocratique du Congo qui ont succédé au FAZ. Devenu général, il s'illustre notamment lors de la prise de Bukavu en 2004. Il chasse hors de la ville les rebelles de Nkundabatware mais il est stoppé par la MONUC qui demande une politique de mixage des miliciens de Nkundabatware avec pour conséquence le manque de cohérence dans l'armée mixée.
Le général F. Mbuza Mabe Nkumu Embanze est muté à la base militaire de Kitona juste après sa victoire à Bukavu. Il meurt en Afrique du Sud, à l'issue d'une très longue maladie.